# Salon-de-Provence
Salon-de-Provence (Selon de Provença en occitano, o Seloun de Prouvènço en provençal según la normal mistreliana) es una comuna y población de Francia.
Es la capital y mayor población del cantón de su nombre, y está situada 
en el distrito de Aix-en-Provence,
en el departamento de Bocas del Ródano,
en la región de Provenza-Alpes-Costa Azul.
Según el censo de 2007, su población era de 40 943 habitantes, y su aglomeración urbana ―que incluye Pélissanne, Grans y La Barben― tenía 50 017 habitantes.
Está integrada en la Communauté d’agglomération Salon-Étang de Berre-Durance, de la que es la mayor población.

## Demografía

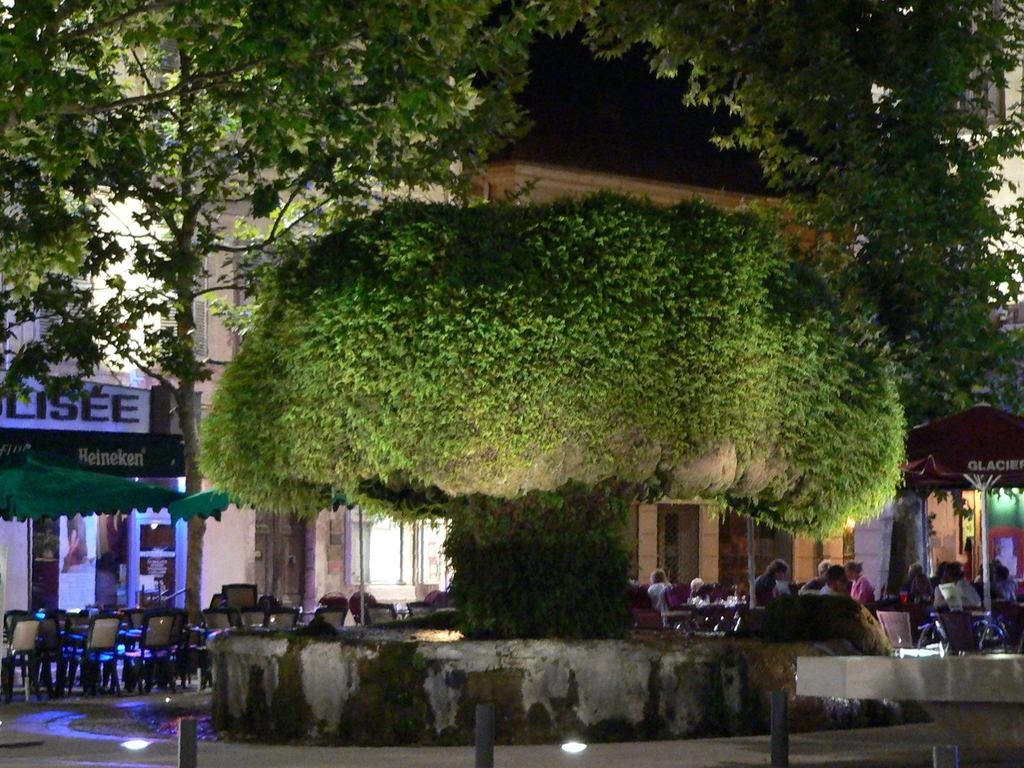
vista nocturna de la fuente "fontaine moussue"

| 6 787 | 5 100 | 5 167 | 5 864 | 5 617 | 5 793 | 6 355 | 6 564 | 7 057 | 6 533 | 6 714 | 7 522 | 7 021 | 7 503 | 8 598 | 9 152 | 10 936 | 12 872 | 14 050 | 14 0 | 13 155 | 12 900 | 13 193 | 13 482 | 15 826 | 17 597 | 21 393 | 30 722 | 34 576 | 34 846 | 34 064 | 37 079 | 40 943 |
| Para los censos de 1962 a 1999 la población legal corresponde a la población sin duplicidades (Fuente: INSEE [Consultar]) |       |       |       |       |       |       |       |       |       |       |       |       |       |       |       |        |        |        |      |        |        |        |        |        |        |        |        |        |        |        |        |        |

## Geografía
Localización
Salon-de-Provence está situado al sudeste de Francia, en la región de Provence-Alpes-Côte d'Azur, departamento de Bouches-du-Rhône. Está a 50 km de Marsella, a 35 km de Aix-en-Provence, a 40 km de Arlés, a 75 km de Nîmes y 55 km de Aviñón.
Hidrografía
La ciudad no es bañada por ríos o riachuelos importantes, si bien tanto el núcleo urbano como el término municipal es atravesado por numerosos canales, entre los cuales el histórico canal de Craponne, o el moderno canal de abastecimiento del río Durance a Marsella.

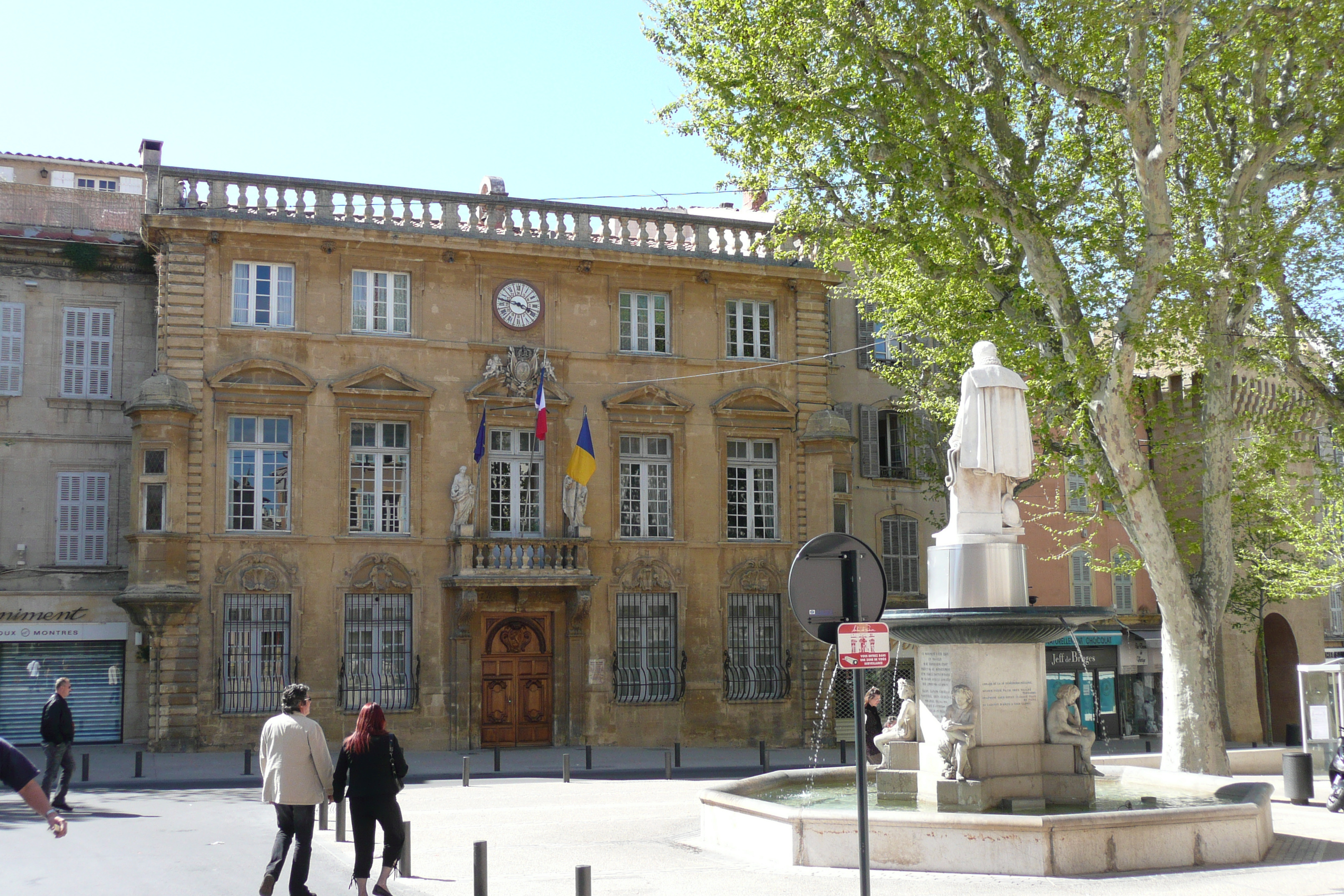
vista del Ayuntamiento y del monumento a Adam de Craponne

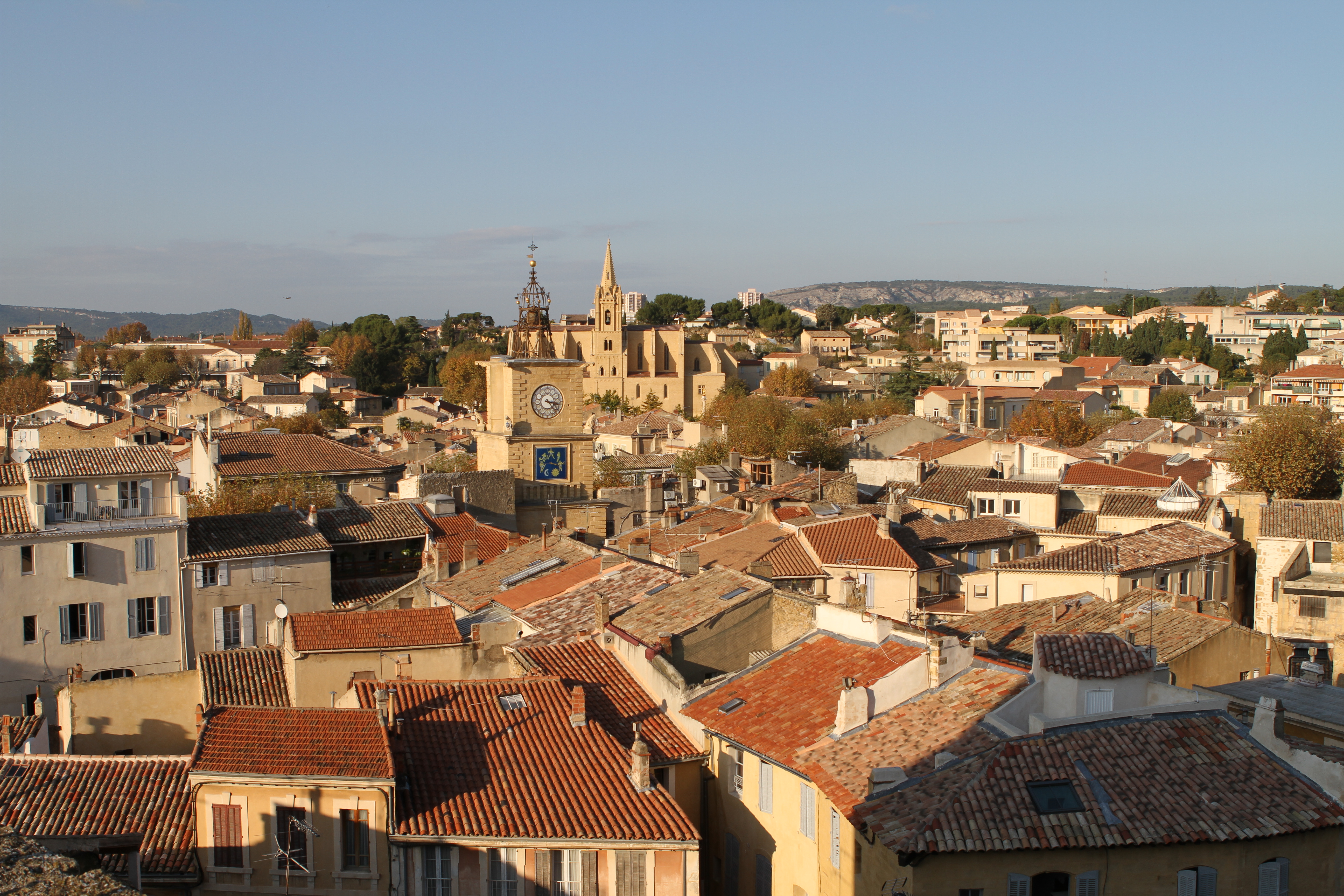
vista de la parte antingua con la colegiata de St. Laurent al fondo

## Ciudades hermanas
Está hermanada con la localidad de Aranda de Duero, (Burgos) (España);  desde el 2 de mayo de 1992.
Otras ciudades hermanas:
Wertheim (Alemania) desde el 19 de septiembre de 1964; 
Huntingdon-Godmanchester (Gran Bretaña) desde el 26 de octubre de 1974; 
Gubbio (Italia) desde 10 de septiembre de 1978; 
Szentendre (Hungría) desde 8 de mayo de 1997; 
La ciudad rumana de Teliu está considerada como una ciudad amiga.

## Vías de comunicación y transporte público

### Carreteras
La ciudad de Salon-de-Provence es atravesada por las carreteras siguientes:
-La autopista A7 de París y Lyon a Marsella y A54 de Nîmes en Salon-de-Provence (el intercambiador autoviario está situado sobre el municipio);
- La carretera secundaria 113 del sur hacia el oeste desde Marsella a Arlés;
- La carretera RD 538 norte / sur desde Sénas y Aviñón;
- La carretera y el RN 569: hacia Eyguières en RD y Miramas ;
- La carreteraRD 572 oeste/este hacia Saint-Cannat y Aix-en-Provence;
- La carretera RD 16 desde Grans o Vernègues por el camino de Val de Cuech;
- La carretera RD 17 desde Eyguières y Pélissanne;
- La carretera RD 68 de Salón a Tendremos por Pélissanne;
- La carretera RD 69 de Salón a Miramas.

### Transportes públicos
Libébus es la red de transporte urbano de Agglopole Provence. Formada por 5 líneas urbanas, 5 líneas périurbaines, 1 lanzadera gratuita, 2 líneas de transporte a requerimiento. El aeropuerto más próximo es el de Marsella Provenza, ubicado en el municipio de Marignane. Las estaciones los TAV (AVE o trenes de alta velocidad franceses) más próximos se sitúan en Aviñón y Aix-en-Provence. Una línea de TER (o tranvías ferroviares regionales) comunica Salon-de-Provence, con las Estaciones de Aviñón-centro y de Miramas.

## Economía
Salón contaba 2 221 empresas en 2004. Las actividades son esencialmente terciarias (88 %). La industria, la construcción y la agricultura representan respectivamente 6, 4 y 2 %.

## Comercio
Una delegació de la Cámara de comercio e industria de Marsella - Provenza está implantada en Salón.

### Turismo
La actividad turística se concentra el verano y en ciertos "puentes" de la primavera, y su afectación equivale a un peso económico de 10 a 12 %   del mercado sedentario. En 2007, El turismo representaba sobre el territorio de Salon de Provence un volumen de negocios anual del orden de 100 millones de euros. El alojamiento totalizaba allí 6 000 camas. La Oficina de turismo acoge a 60 000 visitantes por año.

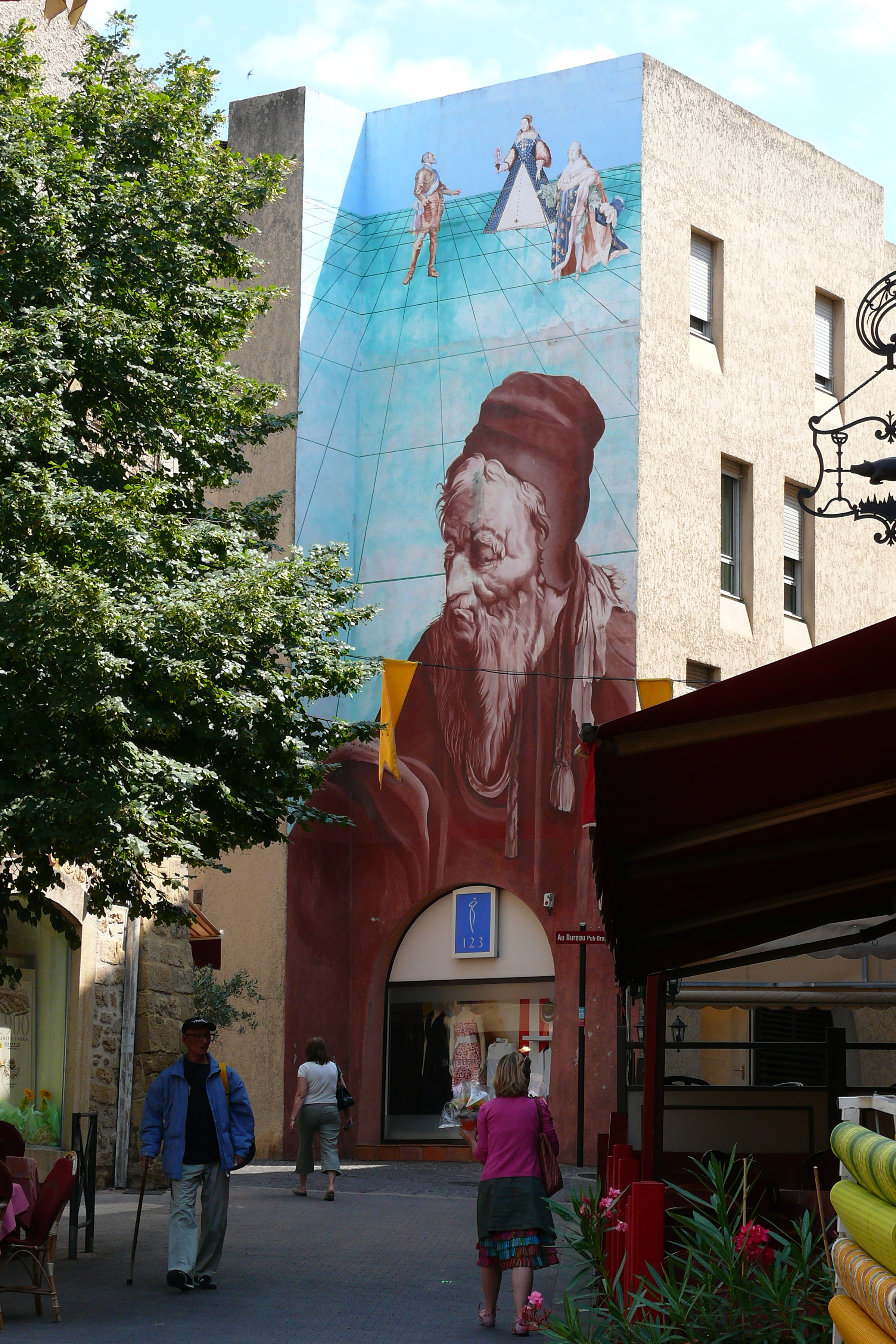
Nostradamus y turismo en Salon

La Oficina de Turismo de Salon-de-Provence (http://www.visitsalondeprovence.com) organiza visitas guiadas (en algunas ocasiones es gratuita) que se nombra Los Callejeos y propone también Pass Avantages para descubrir la ciudad más barata. La oficina dispone de una tienda oficial de la Patrulla de Francia (PAF).

### Jabonerías
Salon es famosa por sus jabones artesanales de "Marsella". Subsisten las siguientes fábricas:

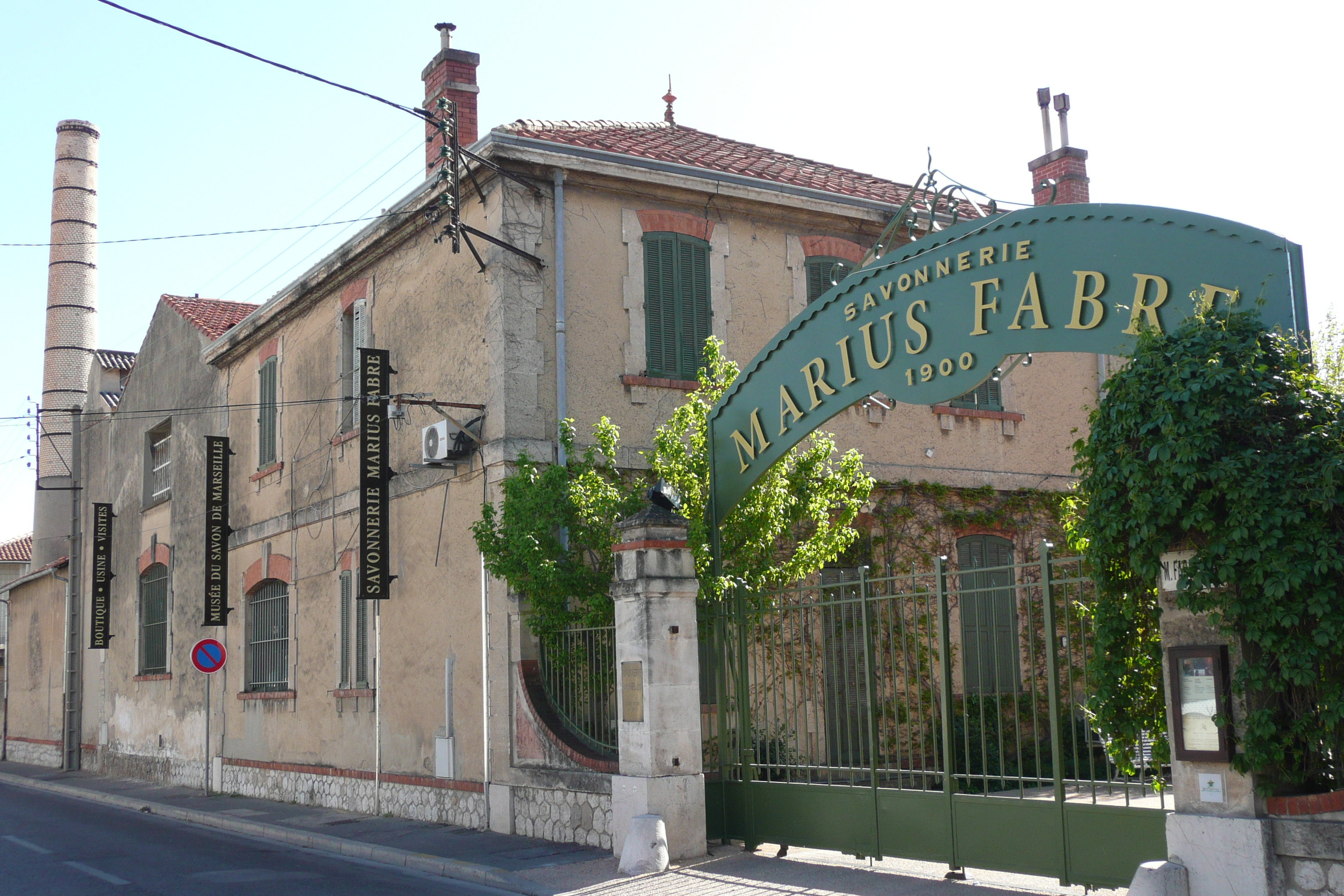
Jabonería Fabre, en Salon

- Jabonería Mario Fabre. 
- Jabonería Rampal-Latour.

### Agricultura y productos de la tierra
He aquí algunos productos y productores nacidos de las tierras salonaises: 
- dominio de la Masía de Bories: productor de la tierra, el aceite de oliva 
- Mélocéanes: Aceite de oliva A.O.P. de Provenza 
- Daniel Egea: Zumo Bio de manzanas, verduras 
-La Veranda de Marie: Producción de flores 
- La Granja del Auténtico: queso de cabra 
- Comité de Heno de Crau A.O.C.

### Mercadillos
Los mercados de Salón son organizados los martes, miércoles, los viernes, sábados y los domingos (por la mañana únicamente).

## Actividades y ocio

### Turísticas
- Los Callejeos: visita guiada propuesta por el oficio de turismo de Salon de Provence 
- Centra de vuelo a vela de Crau Accro Pasión: trayecto de accrobranche al aire libre 
- Las Carreras de caballos al hipódromo de Salón.
- Pasea en bicicleta en Crau Verte: la llanura de la Crau es delimitada al oeste por Camargue, en el norte por la sierra de las Alpilles, en el sur por el Mediterráneo y en el sudeste por el Estanque de Berre. 
- El Macizo de Tallagard propone 4 sendas de excursión a pie o en BTT: la senda del Pastoral, la senda de Caussiers, la senda de Agassons y la senda de las abejas. 
- Camino Colina Salonaises - El encanto en relieve del Macizo de Costes. Este itinerario se inicia en Pélissanne y se acaba en Salon-de-Provence - distancia estimada: 42km.

### Espectáculos y fiestas
- La Reconstitución histórica: la ciudad vuelve a vivir de nuevo durante tres días el Renacimiento a través de la conmemoración de la visita de Catherine de Médicis a Nostradamus, este espectáculo de calle atrae a gran número de turistas en la región. 
- Festival de teatro Lado Corte: cada año los artistas de calidad vienen para volver a visitar a clásicos, o todavía para proponer su creación. 
-Los Pedazos de Música: esta denominación es relativa a los conciertos propuestos el verano en el tribunal del Castillo de Empéri, por ejemplo: Cali... 
- Los Aperitivos Jazz anima la ciudad en música gracias a artistas de Jazz de alto nivel. El Festival internacional de música de Salon-de-Provence Música en Empéri.
- El Festival de arte lírico organizado por la asociación Mezza Voce de Salon-de-Provence. 
- Cada año, La fiesta de la Liberación rinde homenaje a los hombres que se pelearon para devolver a Salon de Provence su libertad. 
- La Gira Musical propone una multitud de conciertos en numerosos bares de la ciudad. 
- Arte en la ciudad. Es una exposición de esculturas en las calles salonaises, sobre los cursos y sobre los sitios. 
- Los Días europeos del Patrimonio constituyen cada año la gran cita cultural de la reapertura para un público ancho que, a través de las aperturas y las manifestaciones propuestas, puede redescubrir, entre amigos o en familia, el patrimonio próximo de su entorno diario. 
- Un Día con Beatles es un concierto animado por varios grupos que repiten desde luego el repertorio del grupo célebre e inglés.
- El Festival de las Artes de la Calle y de las Artes del Circo propone acrobacias aéreas, espectáculos de calles y realizaciones circasianas en un ambiente festivo y amistoso. 
- El Festival de la Risa vuelve cada año en otoño gracias a la organización de la Casa de los Jóvenes y de la Cultura de Salon-de-Provence. Los humoristas invitados demuestran toda la extensión de sus talentos en cuanto al control de la lengua francesa. 
-Los Encuentros Cinematográficos proponen, para la llegada la primavera, a una escapada hacia otro horizonte con una selección de más de 30 películas testigos del mundo entero y portadores de talentos.
- El Castillo del Papá Noel propone cada año de los talleres, las animaciones, los espectáculos (para pequeños y grandes) que se celebrarán en un decorado mágico. Ubicado en el patio de honor de la fortaleza medieval de Empéri, todo es puesto en ejecución para viajar en el corazón de la magia de noël. 
- El Instituto musical de Formación Profesional (IMFP): escuela de jazz que también propone conciertos cada martes por las tardes. 
-Los cines en Salón: el club y Los Soportales. A anotar que el primer cine es clasificado " Arte y Ensayo ".
- El Pórtico Cuco - Café-música - es una estructura asociativa administrada por la Obra de la Juventud Laica de Salon de Provence. Propone conciertos (rock, pop, reggae) cada año (salvo el verano). 
- Teatro municipal Armand: piezas de teatro, espectáculos de baile pero también algunos conciertos son visibles sobre esta escena. También es un lugar de formación, de aprendizaje gracias a su escuela para los niños pero también para los adultos.

## Industrias y energía
Una central hidroeléctrica que utiliza las aguas de Durance traídas por el canal de Provenza es implantada en el municipio desde 1965.

## Historia

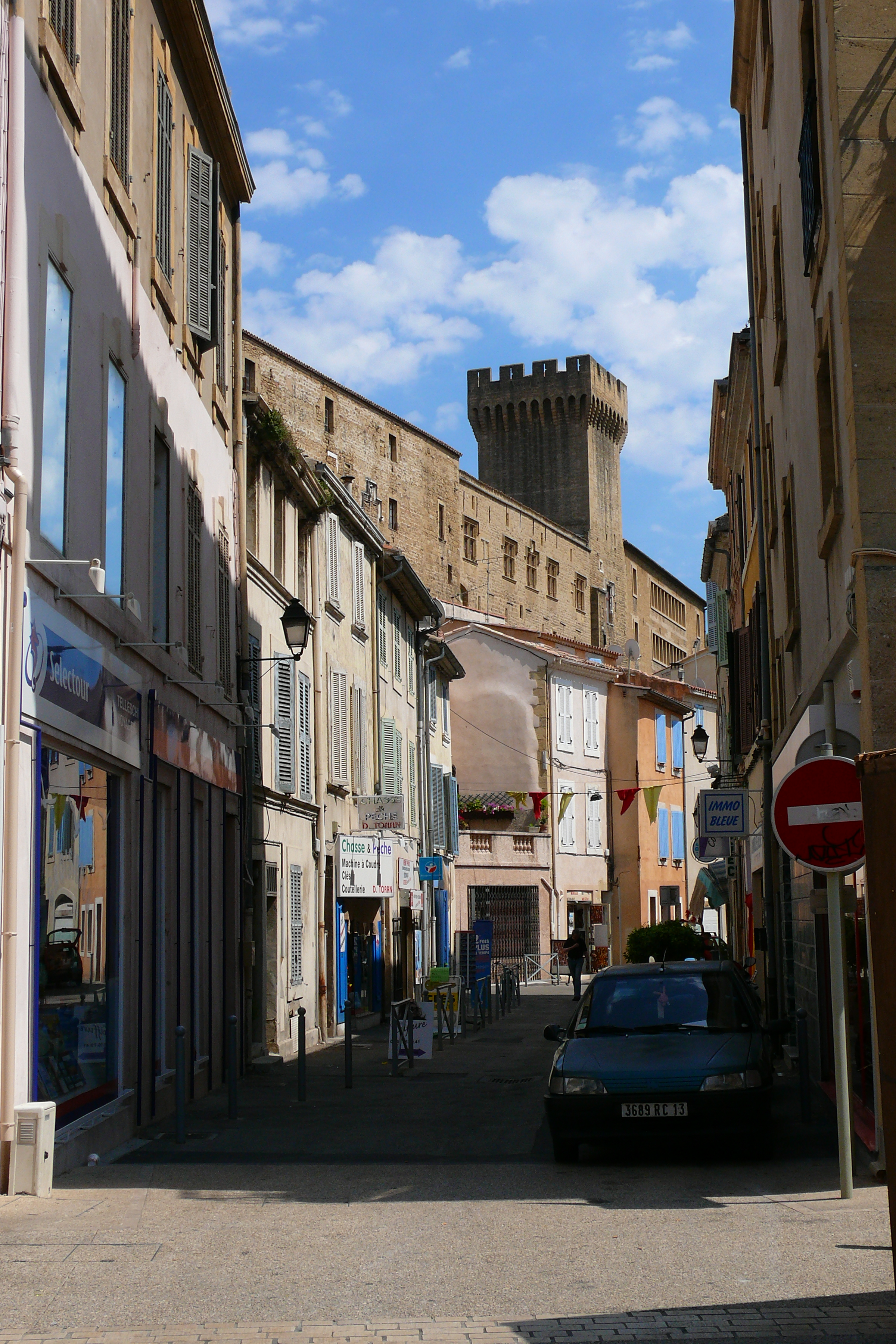
vista parcial de calle en el barrio antiguo de Salon

La ciudad  de Salon-de-Provence y su terruño tienen más de dos mil años de historia. Durante el período previo a la ocupación romana, la Provenza fue poblada por Ligures y dividida en confederaciones. El territorio de Salon era de la tribu de los Salyens, que ocupa las alturas de la región donde practican la ganadería del carnero y el comercio de la sal.
Hacia el 125ADC los romanos ocupan la zona, desecan las ciénagas alrededor del riachuelo del Touloubre y fundan un castrum sobre el peñasco de Puech, que se convierte en parada i fonda fortificada sobre la vía aurélia. La población local empezó entonces a instalarse alrededor de este peñasco.
Un acta de 871 menciona que la Villa Sallonne es todavía solo un dominio de explotación agrícola de la época carolingia, perteneciendo a la abadía Santa Salvadora de Marsella.
En la época medieval, "la Villa Sallonne" forma parte de Sacro Imperio Romano Germánico, lo que explica que el castillo construido en el sitio del antiguo castrum lleve el nombre de Empéri. Los emperadores delegan rápidamente su poder a los arzobispos de Arlés que se convierten en los señores de Salón. La ciudad pierde allí una parte de sus libertades y debe esperar el año 1404 para obtener el reconocimiento oficial de una organización municipal (bulas de los papas Grégorio XI y Benedicto XIII).
En el siglo XII, ganaderos y comerciantes instalados al pie del castillo se protegen edificando murallas i torres, de cuales quedan todavía hoy en día las de la Torre de la Villa Nueva, la Torre del Reloj, la Torre Galagaspe.
Bajo el dominio de los condes de Provenza, conoce en el siglo XV un gran empuje económico. Pero a la muerte de rey René en 1481, Provenza es unificada con el reino de Francia. La autoridad del rey va a confirmarse a costa de la del arzobispo de Arlés. El siglo XVI, Salón al igual que toda la Francia es escenario de las guerras de religión entre católicos y protestantes. Sin embargo, dos fuertes personalidades van a destacar. En 1547 Michel de Nostredamus se instala en la ciudad y redacta allí sus Centurias proféticas célebres. Es el contemporáneo de Adam de Craponne, el bienhechor de Salón. Este ingeniero-hidríco hace derivar una parte del agua del río Durance hacia un canal terminado en 1559. Esta irrigación regular va a aportar la riqueza a toda la comarca.
En 1564, Salón recibe al rey Carlos IX y su madre Catalina de Médicis. En esta ocasión, el rey concede a la ciudad de un nuevo escudo de armas "un leopardo de sable rampante en campo de oro, y entre sus patas sin tocar no obstante, un escudete de azul dentro el cual hay una flor de lis de oro". Este escudo de armas todavía es hoy el símbolo de la ciudad.
El siglo XVIII ve la implantación de manufacturas de seda en Salón. Pero su auge económico se produce en el siglo XIX con la industria; se implantan numerosas jabonerías, se desarrolla el comercio (aceites, jabón, café) y la ciudad se enriquece. Las construcciones de palacetes particulares y de castillos sobre los bulevares lo prueban. Hoy dos jabonerías todavía están en actividad. 
El 11 de junio de 1909 un seísmo de magnitud 6, cuyo epicentro fue situado en el antiguo volcán de Beaulieu cerca de Rognes, causa daños importantes en la ciudad.
En 1918, Salón de Crau pasa a denominarse Salon-de-Provence. El comercio ocupa siempre un sitio preponderante Salón. La ciudad es la sede desde 1937 de la Base aérea 701, de la Escuela del Ejército del Aire desde 1938, y es sede de la Patrulla de Francia desde el 1964, lo que aumentó su notoriedad, y le aporta un componente más urbano y más cosmopolita a la población.

## Monumentos

### Monumentos civiles y museos
- El Castillo de l'Empéri (del Imperio), dominando la ciudad antigua, es el castillo medieval más grande de Provenza, construido a partir del siglo XII al siglo XIII. Todavía es hoy una de las tres fortalezas más grandes de Provenza, con el palacio de los Papas de Aviñón y el castillo de Tarascon.

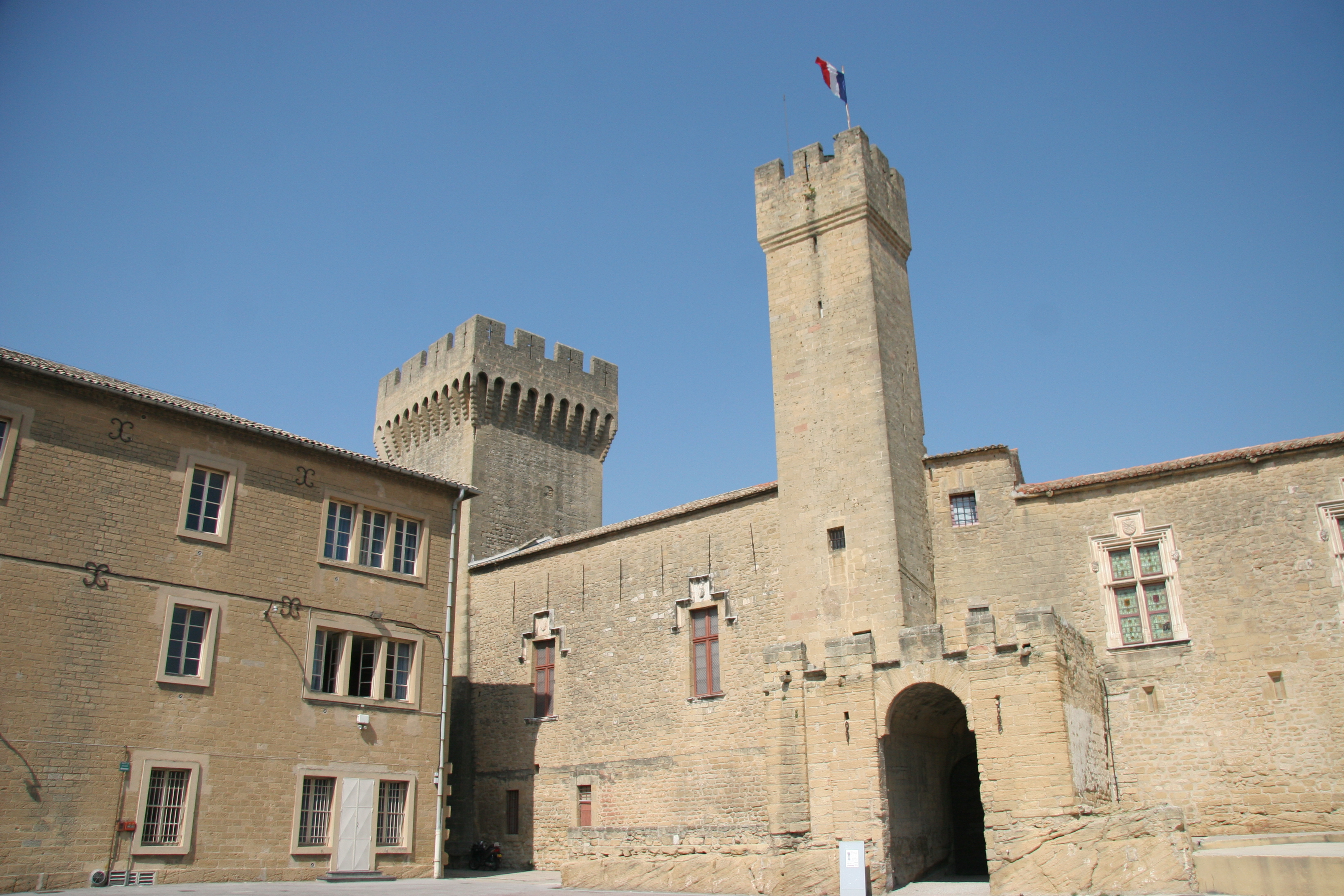
Vista interior del Castillo del Emperi

Mencionado por primera vez en el siglo X, el castillo fue el lugar preferido de residencia de los arzobispos de Arlés, antaño bajo la soberanía feudal de los emperadores romanos germánicos, de ahí su nombre de " Empéri ". El arzobispo de Arlés, Luis Alemán, falleció allí a causa de la peste el 16 de septiembre de 1450. Numerosos personajes ilustres permanecieron allí, entre los que estuvieron el emperador Frédéric Barberousse, el rey René de Anjou, Françisco 1.º y la reina Claude en 1516. De la parte medieval en el primer patio, ocupado en otro tiempo por un foso de 7 metros de profundidad que justificaba la presencia de un puente levadizo, es a partir del siglo XVI cuando el castillo es embellecido, por ejemplo con una chimenea excepcional y gótica. Durante la Revolución Francesa, después de la muerte del último arzobispo, el castillo pasa a ser propiedad de la ciudad. El terremoto de 1909 dañó el edificio, dos torres fueron destruidas así como una parte de las murallas. El castillo protege hoy una biblioteca así como el museo de l'Empéri, una de las colecciones más grandes de historia militar francesa. En 2004, acogió 20.930 visitantes.
- Museo de l'Emperi: Tótem de la ciudad, el castillo de l'Empéri protege, desde 1967, la colección Raoul y Jean Brunon, adquirida por el Estado y expuesta en este lugar en el marco de un convenio con museos del Ejército. Esta colección, propiedad del museo del Ejército (Hotel nacional de los Inválidos, París) es una de las primeras colecciones de historia militar francesa en el mundo. Los visitantes descubren allí un fresco vivo de la historia de Francia, yendo del reinado de Louis XV a la Gran Guerra (1914-1918). Esta colección, de una calidad rara y de una gran abundancia, también presenta objetos insólitos o excepcionales.

- Grande Fontaine, también nombrada Fontaine Moussue (fuente de musgo). La fuente ya existía en el siglo XVI. Es solo después de la Segunda Guerra Mundial que las concreciones calizas, luego la espuma y la vegetación se desarrollaron, consagrándosele así la forma de una seta llena de musgo. A pesar de un clima templado, en los días más fríos del invierno se forman estalactitas cuando hiela.

- La puerta del Reloj. Fue edificada sobre la antigua puerta Farreiroux, el vestigio de las murallas, para reemplazar el reloj de la iglesia Saint-Michel. Los trabajos empezados en 1626 se terminaron en 1664. Su puerta contiene un nicho que protege a una Madona. El escudete de " la ley " reemplazó al del rey, que había sido arrancado en 1792. La puerta del Reloj ha sido totalmente restaurada en 2004. La torre es coronada de un campanil notable de hierro forjado. La atalaya y la campana son clasificadas Monumento Histórico por orden del 30 de noviembre de 1911 mientras que la torre misma es inscrita Monumento Histórico por orden del 28 de diciembre de 1926.

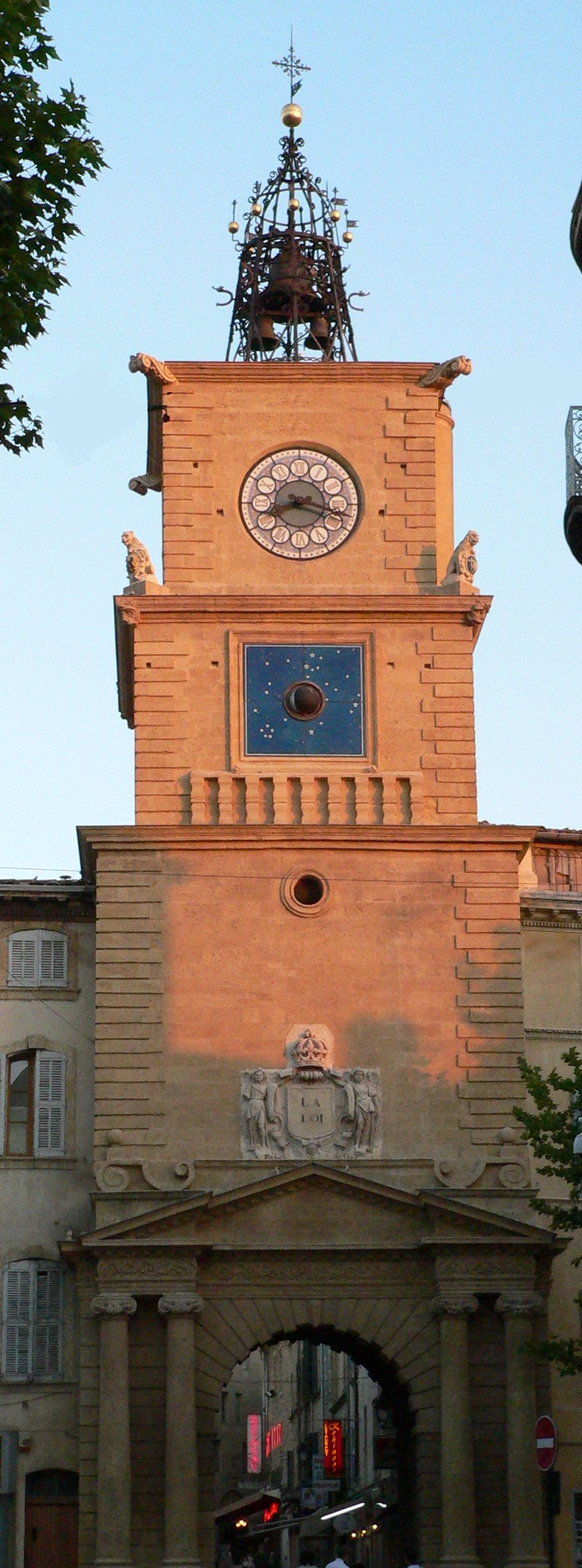
La Tour de l'Horloge - (la Torre del Reloj de Salon de Provence)

- La puerta del Bourg Neuf (de la Villa Nueva). Una muralla que databa del siglo XII rodeaba la ciudad, y varias puertas daban así acceso a la misma. Ésta se encuentra al lado del ayuntamiento. Bajo el soportal, podemos ver una estatua de la Virgen negra. Esta puerta ha sido inscrita Monumento Histórico por orden del 28 de diciembre de 1926.

- A la salida norte de Salón, el Monumental memorial Jean Moulin es la obra del escultor Marcel Courbier que efectúa allí su tercer monumento dedicado al héroe de la Resistencia Francesa Jean Moulin. Pero la temática cambió. El monumento de Salón es completamente original y no se parece a ningún otro. Erigido este monumento por suscripción pública para la iniciativa del Comité Regional del Memorial Jean Moulin, con apoyo de Laura Moulin, conmemora el lanzamiento en paracaídas de Jean Moulin en Provenza, la noche del 1 al 2 de enero de 1942, en compañía de Raymond Fassin y de Hervé Montjaret.

- Casa y Museo de Nostradamus:  Este museo municipal, creado en 1992, es   "Casa de escritor y de patrimonios literarios " desde el 2006, se ubica en la casa que Michel de Nostredame, llamado y conocido mundialmente como Nostradamus (1503-1566). Siendo viudo del primer matrimonio, compró la casa en 1547 para formar allí una nueva familia con Anne Ponsard y con ella tuvo sus 6 niños. Es en el lugar que acabó todas sus obras y que acaba sus días aproximadamente veinte años más tarde, en 1566. El Museo instalado en este lugar privilegiado ocupa una parte solamente de lo que fue su casa y les propone a los visitantes, gracias a una visita audioguiada de 45 minutos, el descubrimiento de Nostradamus, médico astrólogo del siglo XVI, espíritu brillante y científico, filósofo, poeta, visionario, que fue visitado por los más grandes de su época: Rabelais, Catherine de Medicis, Charles IX, etc.

El diseño moderno de la visita del Museo le permite dirigirse: a diversos tipos de público (sonido en 5 lenguas o texto papel en 17 lenguas), así como a grupos (visitas guiadas sobre reserva), como también a los escolares (visitas adaptadas, expedientes pedagógicos). 
Señas: 
La Maison de Nostradamus - Musée et Centre de Ressources
Rue Nostradamus - 13300 SALON de PROVENCE
Tel : 00.33.4.90.56.64.31 - Fax : 00.33.4.90.56.33.45 - correo electrónico : m.nostradamus@salon-de-provence.org
- Museo Grevin de Provence: Instalado en el centro antiguo de la ciudad, cerca de un bosquecillo de olivos y de romero, el Museo Grévin es dedicado a la historia y a las leyendas de Provenza, de la antigüedad hasta nuestros días. De la invasión romana al tribunal del Rey René, trabajos de irrigación del ingeniero hidríco Adam de Craponne, al poeta provenzal Frédéric Mistral, hasta el cine de Marcel Pagnol. Este viaje en el tiempo, a lo largo de 27 siglos, se acompaña de numerosos efectos especiales como el soplo del Mistral y el canto de las cigarras, con un tema omnipresente:

" La mujer y el agua ", ambas fuentes de fecundidad (mujer de leyenda como la Princesa Gyptis o mujer de corazón como Santa-Marta en la epopeya Cristiana, mujer de poder como la Reina Juana en sus complots dinásticos). Una visita audioguiada de 40 minutos es propuesta entre los 16 decorados y 56 personajes de cera. Lenguas disponibles: francés, inglés, alemán, italiano, español y provenzal. ¿ Que va a descubrir en el Museo Grévin de Provenza? Los artistas como Puget, los pintores como Paul Cézanne, los poetas como Petrarca, Frédéric Mistral, Alphonse Daudet, los científicos como Jean-Enrique Fabre, los guerreros como el romano Caïus Mario, el vicealmirante de Francia Pierre-André de Suffren, los políticos y los actores del show business.
Señas:
Place des Centuries - 13300 Salon de Provence.
correo electrónico: m.grevin@salon-de-provence.org
- Museo del Jabón de Marsella: En 1900, en Salon-de-Provence, Mario Fabre crea su jabonería. El museo vuelve a trazar la historia apasionante del jabón en Provenza, empezada en la Edad Media. La jabonería Mario Fabre conserva a los testigos más preciosos: tapones en boj grabado, herramientas, estarcidos para caja de expedición, viejos embalajes, papeles en cabeza, tablas de lavar, etc. Reflejo de una actividad muy antigua siempre viva, este museo es fruto de una aventura familiar que se prosigue desde más de cien años.

Señas: Museo del Jabón de Marsella - Jabonería Marius Fabre -  148, avenue Paul-Bourret. Aptdo. Correos num. 12 -n Salon-de-Provence.

### Monumentos religiosos

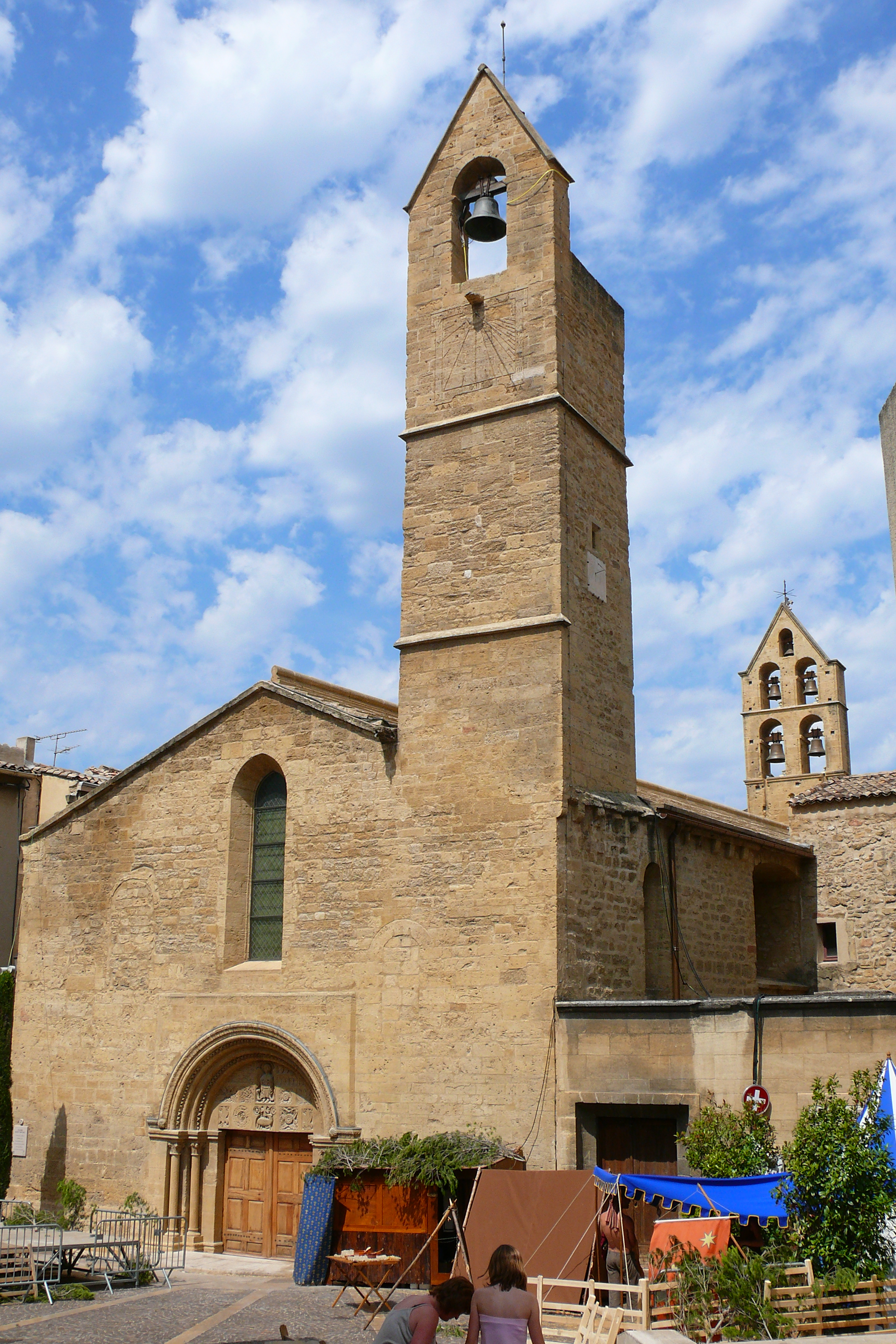
Vista de la iglesia románica de San Miguel. Salon de Provence

- La iglesia Saint-Michel (San Miguel). Clasificada Monumento Histórico en 1983, fue construida en el siglo XIII y presenta un estilo de transición entre el arte románico y el gótico provenzal. Dispone de dos campanarios, de los cuales uno con arcadas, el segundo fue añadido en el siglo XV para recibir el reloj de la ciudad. El pórtico de estilo romance es notable por la calidad de sus esculturas. Abajo, se encuentra el cordero pascual superado por una cruz de Malta llevada por un asta. Un cuchillo carolingio y dos diablejos (recordando que el Dolor existe pero que debe quedarse fuera de los lugares santos) figuran en la cumbre del arco. La torre octogonal, el lado norte, permite apoyar la hipótesis de una construcción templaria.

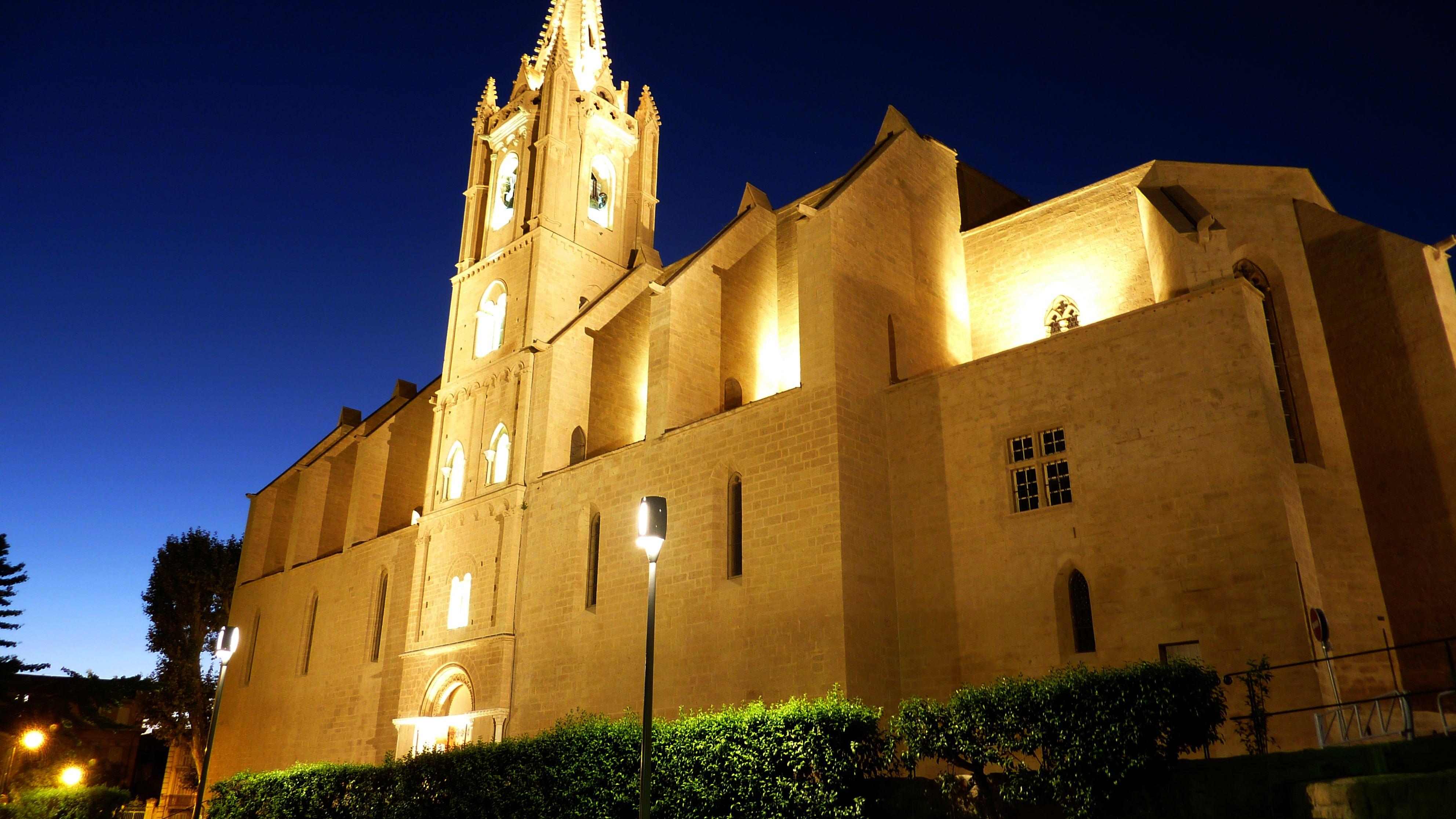
Colegiata de San Lorenzo. Salon de Provence

- La iglesia Colegiata de Saint Laurent (San Lorenzo). El monumento actual, mucho más vasto, fue edificado sobre el emplazamiento de una antigua capilla del siglo XIII. El arzobispo de Arlés, Jean de Cardonne puso la primera piedra el 22 de marzo de 1344; los trabajos duraron 100 años. El edificio se derrumbó al principio del siglo XV. Treinta años después, el cardenal Luis Alemán, el arzobispo de Arlés, inicia la reconstrucción que se acabará en 1480. El edificio es erigido en colegiata en 1499. Fue teatro de combates violentos en el curso de las guerras de la liga, particularmente durante la batalla contra el duque de Épernon, jefe de los miembros de una liga protestante, que intentó en vano derribar el campanario. Dicha iglesia alberga la tumba de Nostradamus.

## Personajes
- Nostradamus. Michel de Notre Dame. Véase artículo en Wikipedia.

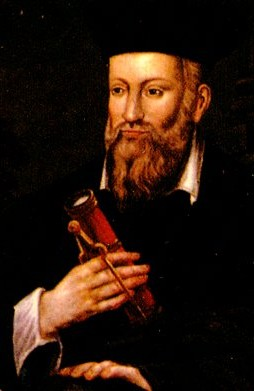
Retrato de Nostradamus

- Adam de Craponne: En 1518, Guillaume Craponne, el padre de Adam, comerciante, se instala en Salón. Guillaume tiene 4 niños, Adam nace en 1525, es el segundo. Instruido por los religiosos de Salón, se muestra, desde muy temprano, inventivo y dotado para las matemáticas. Más tarde, estará considerado como el primer ingeniero de su siglo, genio que se confirma en el arte militar para las fortificaciones, pero sobre todo en el dominio de la conducta de las aguas. Al margen de la carrera militar a la cual su familia lo destina, una idea le obsesiona: forzar el río Durance a irrigar la comarca de la Crau i Salon-de-Provence mediante un canal que lo uniría hasta el estanque de Berre i el Mediterráneo. Adam de Craponne desea dotar su país de una multitud de canales que permitirán compensar la rareza de las lluvias de verano y así desarrollar la cultura del olivo, principal riqueza agrícola de la época. El 20 de abril de 1559, el canal de Craponne es inaugurado. Toda la población salonaise está presente para saludar dignamente a su bienhechor.

La muerte de Adam de Craponne, en 1576, quedará siempre como un misterio. Se ha llegado a considerar que fue envenenado por ingenieros italianos que envidiarían su genio y su popularidad, cuando se preparaba para consolidar las fortificaciones de Nantes con vistas a establecer un nuevo canal, al ser requerido por el rey Enrique III el año anterior.
Su obra del canal de Craponne, completada después de su muerte, extiende todavía hoy sus ramificaciones más allà del país de Salon, hacia St-Chamas, a Eyguières y hasta Arlés. Adam de Craponne habrá vivido 50 años.
- Antoine Blaise Crousillat - (1814-1899) nació en 1814 en Salon de Provence. Poeta provenzal,  participó activamente en la restauración de la lengua y de la poesía provenzal. Aunque no formó parte de los siete félibres fundadores del Félibrige, Antoine-Blaise activamente participó en eso colaborando desde los principios de Armana Provençau. Poeta discreto, se considera que es puente entre los antiguos poetas y los del Félibrige.

- Bailly de Suffren - (1729-1788) - Vicealmirante de Francia. Nacido Santo Cannat 1729-1788. Pasa su infancia en Richebois. Fue también nombrado con la Gran Cruz de la Orden de Malta.

## La Base Aérea y la Patrulla de Francia

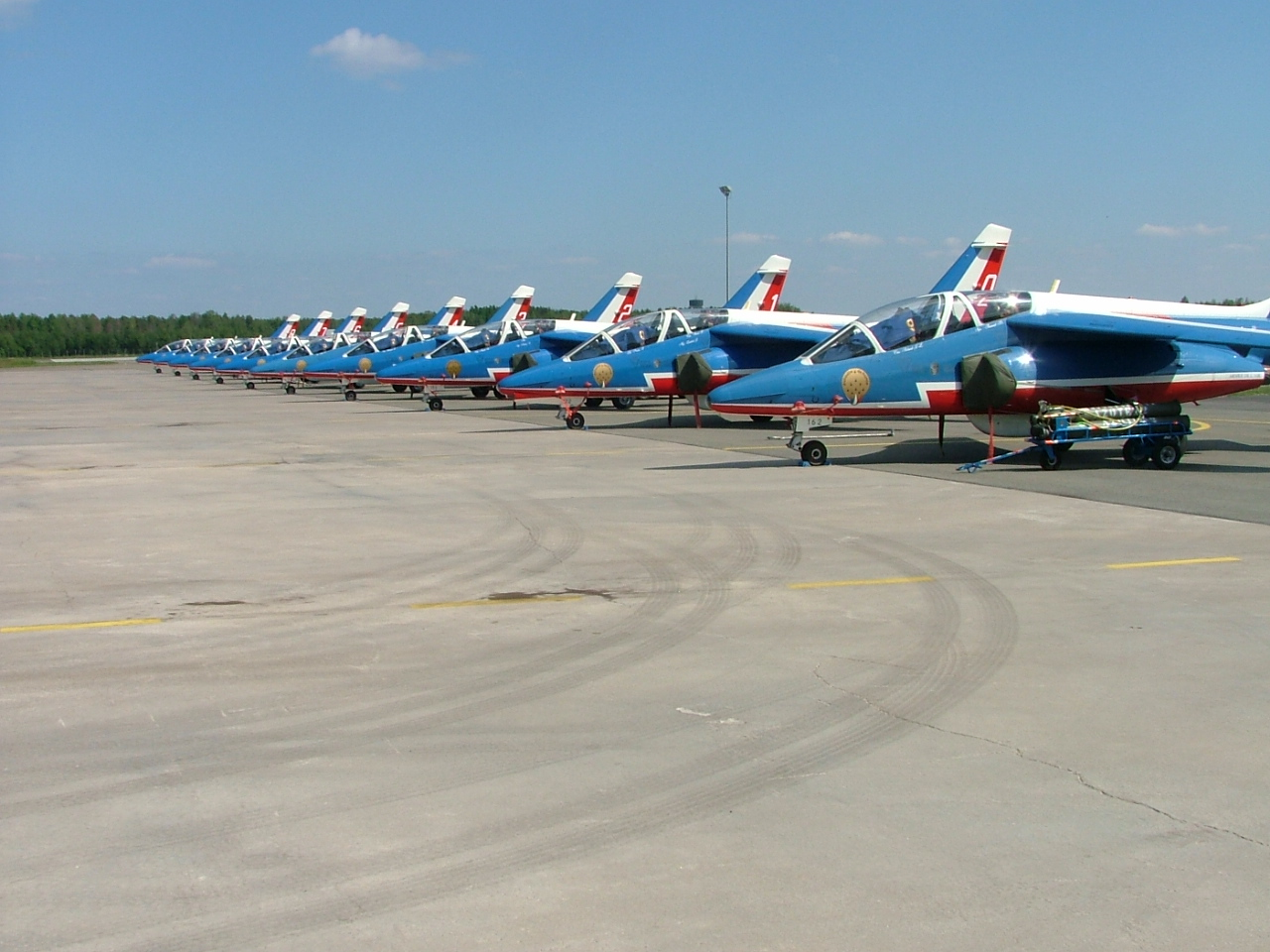
Aviones "Alphajet" de la Patrulla de Francia

### La Base Aérea 701
Alberga las Escuelas de los Oficiales del Ejército del Aire desde el año 1937. También es la sede de la Patrulla Acrobática de Francia (PAF), única en Francia. En sus instalaciones se forman a 400 oficiales del Ejército del Aire al año, dispensándoles una enseñanza militar, científica y humana, así como un entrenamiento físico de muy alto nivel, destinándoles a funciones " en el suelo " o de tripulación.

### La Patrulla de Francia

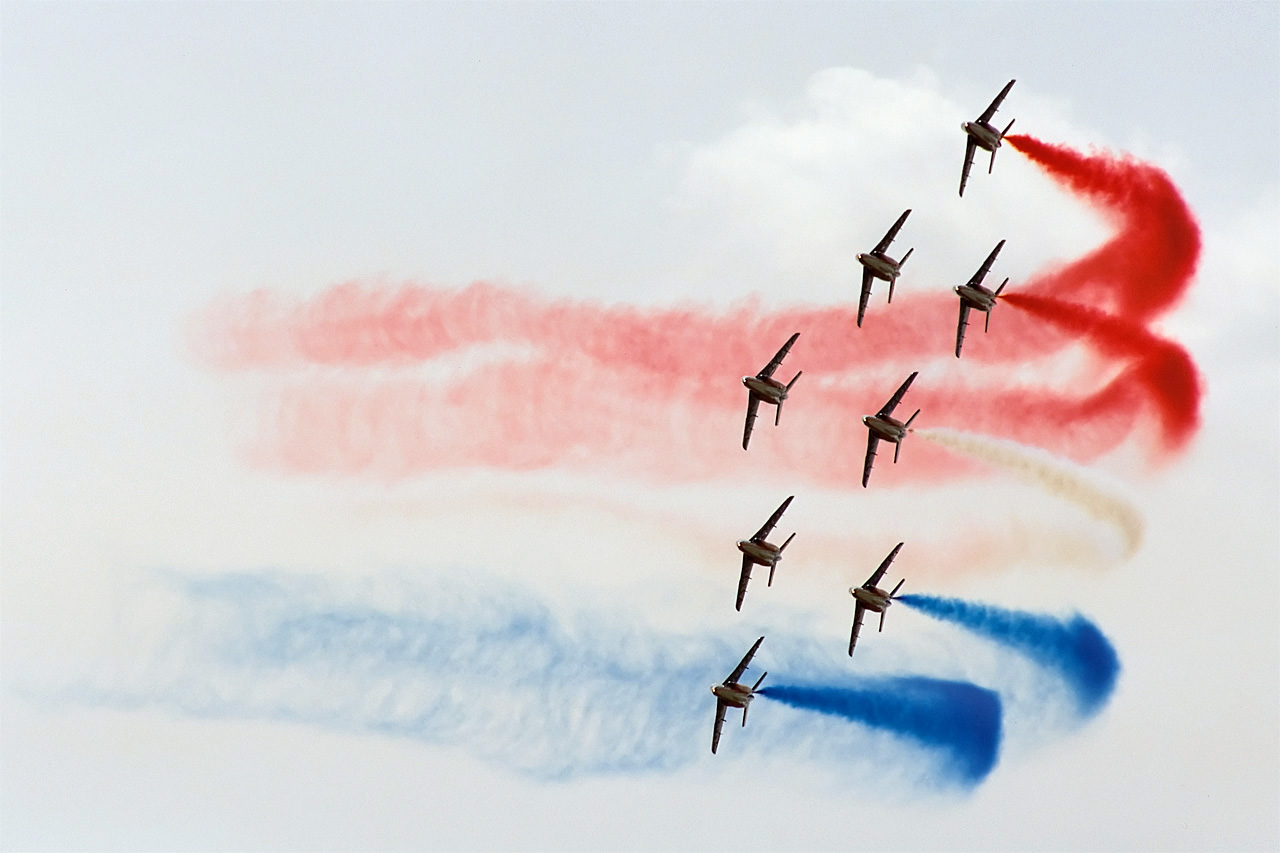
Actuación de la Patrulla de Francia en Polonia

Algunos pilotos de caza que salen de esta escuela se hacen ilustres en el seno de la célebre Patrulla de Francia. Compuesta hoy de ocho tipos de Alphajets e instalada en el corazón de la base de Salón desde 1964.

## Ciudades hermanadas
Salon-de-Provence mantiene un hermanamiento de ciudades con:
- Aranda de Duero, Burgos, Castilla y León, España.
- Gubbio, Umbría, Italia.
- Huntingdon, Inglaterra, Reino Unido.
- Szentendre, Hungría.
- Wertheim am Main, Baden-Wurtemberg, Alemania.